# Château de La Bussière (Oullins)
Pour les articles homonymes, voir Château de La Bussière et La Bussière.
Le château de La Bussière est situé sur la commune d'Oullins, dans la métropole de Lyon, en France.
Le château et son domaine ont été acquis par la Métropole en 1999 pour être transféré à la mairie en 2000, et une crèche a été construite en 2008 sur le domaine. Depuis 2017 le château est en cours de rénovation pour être utilisé en tant que salle municipale et appartements locatifs.

## Description
- Dans la première moitié du XVIe siècle, une ancienne maison forte, dénommée Grange Deï, est agrandie et surmontée d'un belvédère.
- Au début du XVIIIe siècle, une maison des champs est construite à l'emplacement de la maison forte ; les jardins sont embellis et agrémentés de fontaines ; un colombier est édifié dans l'angle sud ouest de la propriété.
- Les bâtiments actuels, corps de logis et communs, forment un « L ». La façade ouest est de style Renaissance.

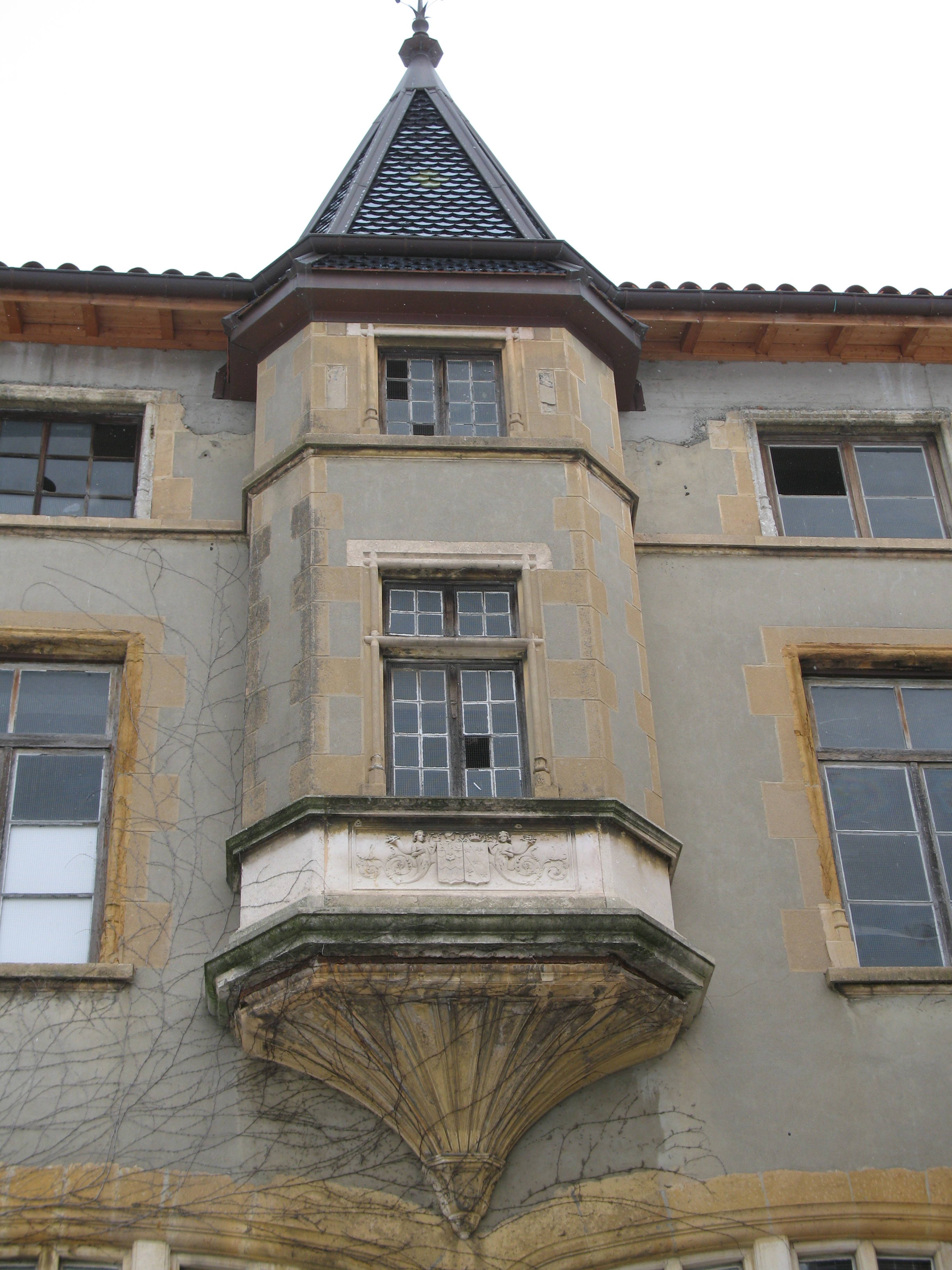
Oriel en façade ouest
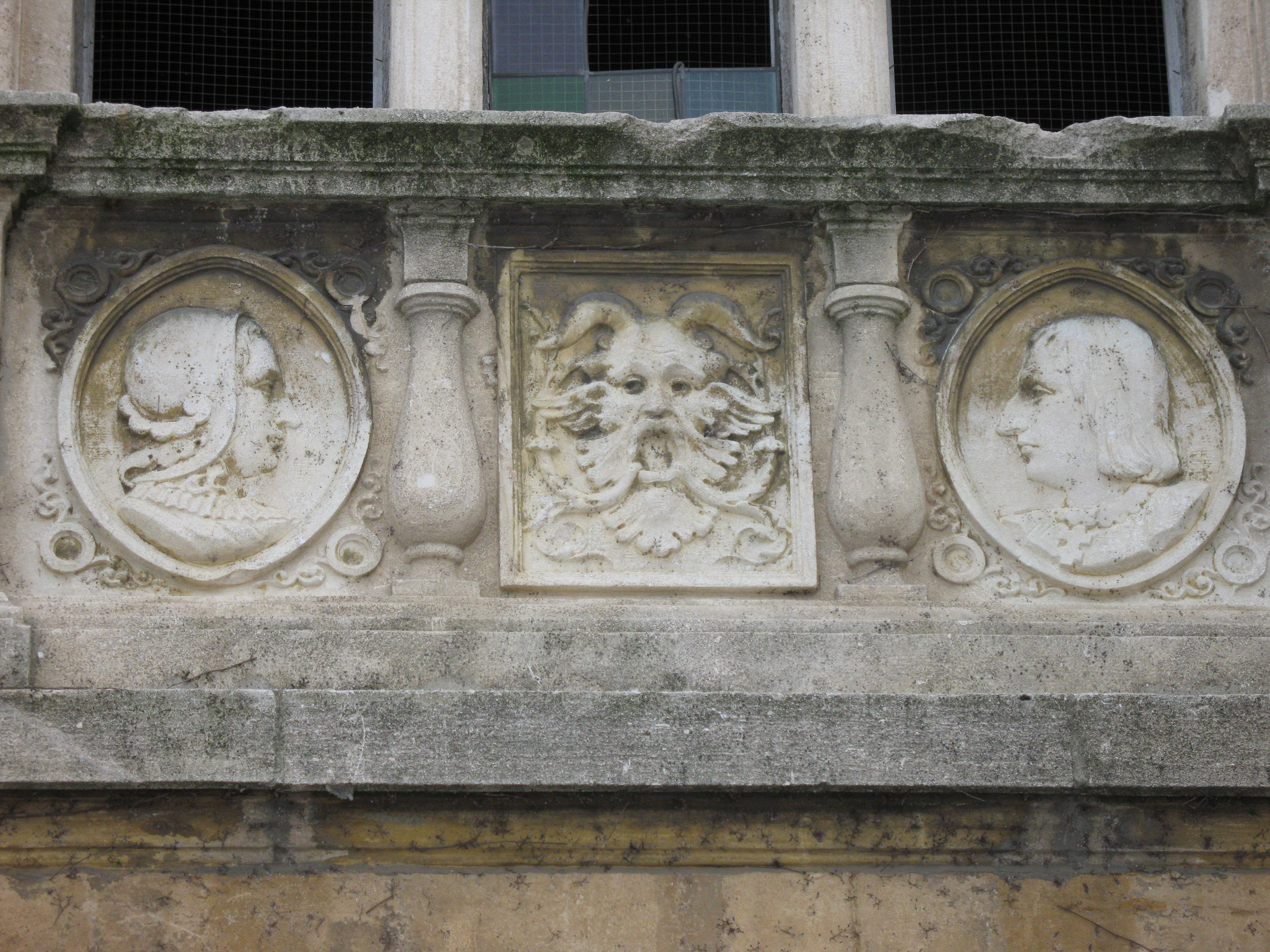
Détail frise en façade ouest
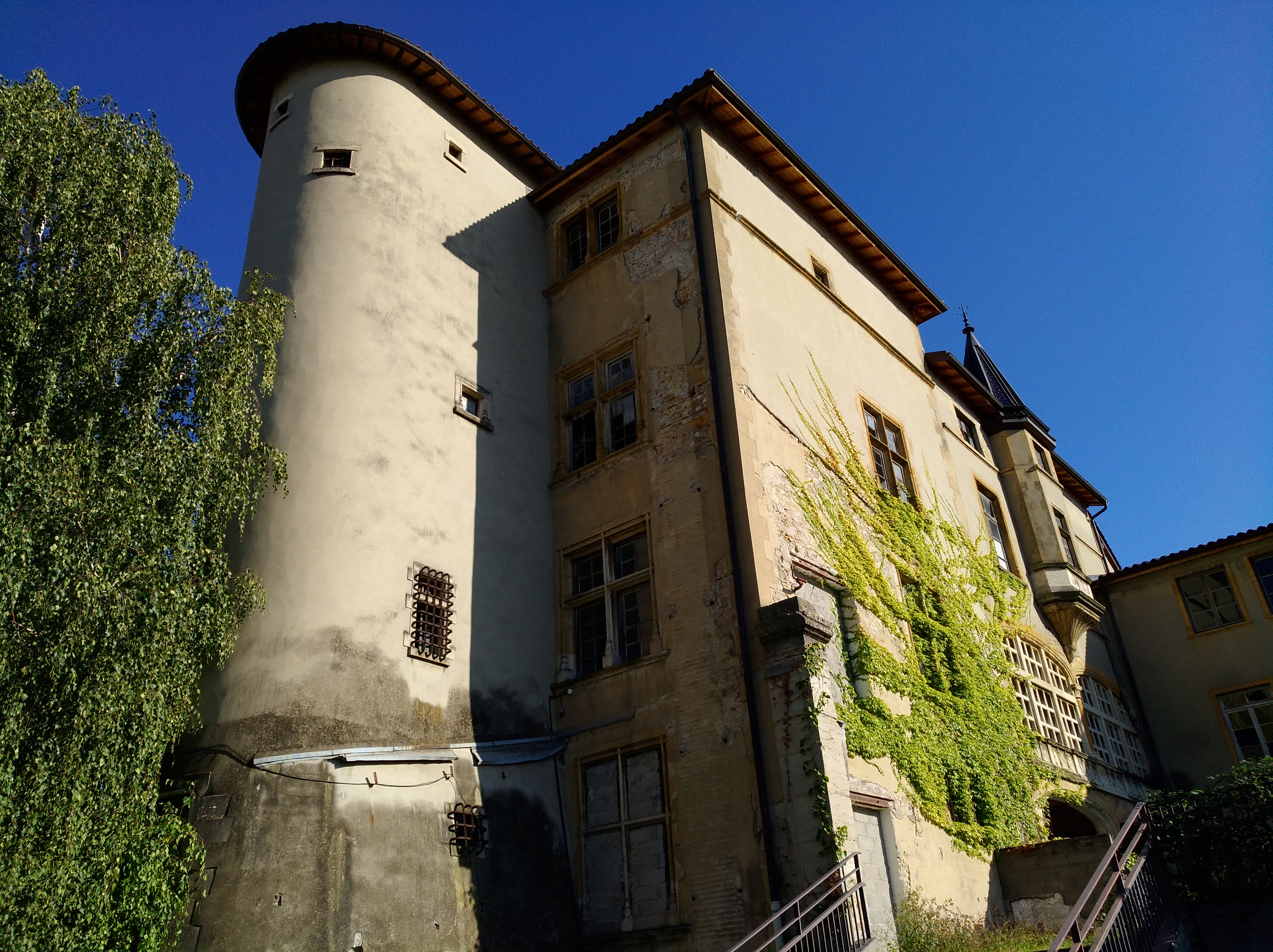
Pignon nord

## Historique
Famille Deï
- Première moitié du XVIe siècle : la maison forte est habitée par un drapier de Lyon ; son épouse Constance Deï ayant rendu un service à François Ier, celui-ci la dédommage en faisant réaliser des travaux dans sa maison.

- Mathieu Durand acquiert la grange Dei en 1650. Marié à Anne Royet, ils annexent un bois de haute futaie et des terres à cette propriété. Leur fille Andrée, épouse Lambert Rouvière, en 1712, ils revendent ces terrains aux chanoines de Saint Paul. Note - Cette famille est l'une des premières à avoir importé à Lyon l'industrie de la soie.

- Jeanne Marie Rouvière, leur fille épouse Paul I Gayot Mascranny de la Bussière le 18 juillet 1738. Elle apporte en dot la Grange Dei, qui prend alors le nom de château de la Bussière, nom de son jeune époux.
- Le château est épargné durant la Révolution grâce à Paul II Gayot Mascranny, descendant de la famille, qui jouissait d'une grande popularité auprès des habitants d'Oullins, qui le firent libérer et épargnèrent le domaine.

Époque moderne
- Fin du XIXe siècle : la demeure reste propriété familiale jusqu'en 1889, à la mort d'Amélie Gayot Mascranny de la Bussière, célibataire sans descendance. La maison cesse alors d'être habitée.
- Seconde Guerre mondiale : les habitants du quartier se réfugient dans les caves du château.
- 1953 : les bâtiments sont transformés en fabrique de luminaires et salle d'exposition.
- 1999 : le Grand Lyon achète le domaine et le cède à la commune d'Oullins.

## Armoiries
- Gueston : d'azur, à la hure de sanglier ;
- Gayot : d'or, à la bande d'azur, chargée de trois étoiles d'or, accompagnée de deux trèfles de sinople (Gayot) ;
- Mascrany : de gueules, à trois fasces vivrées d’argent, au chef cousu de gueules, chargé d’un aigle esployé d’argent, adextré d’une clé et sénestré d’un casque de profil de même ; chargé en cœur d’un écusson d’azur à une fleur de lys d’or (par concession de Louis XIII).

## Projet

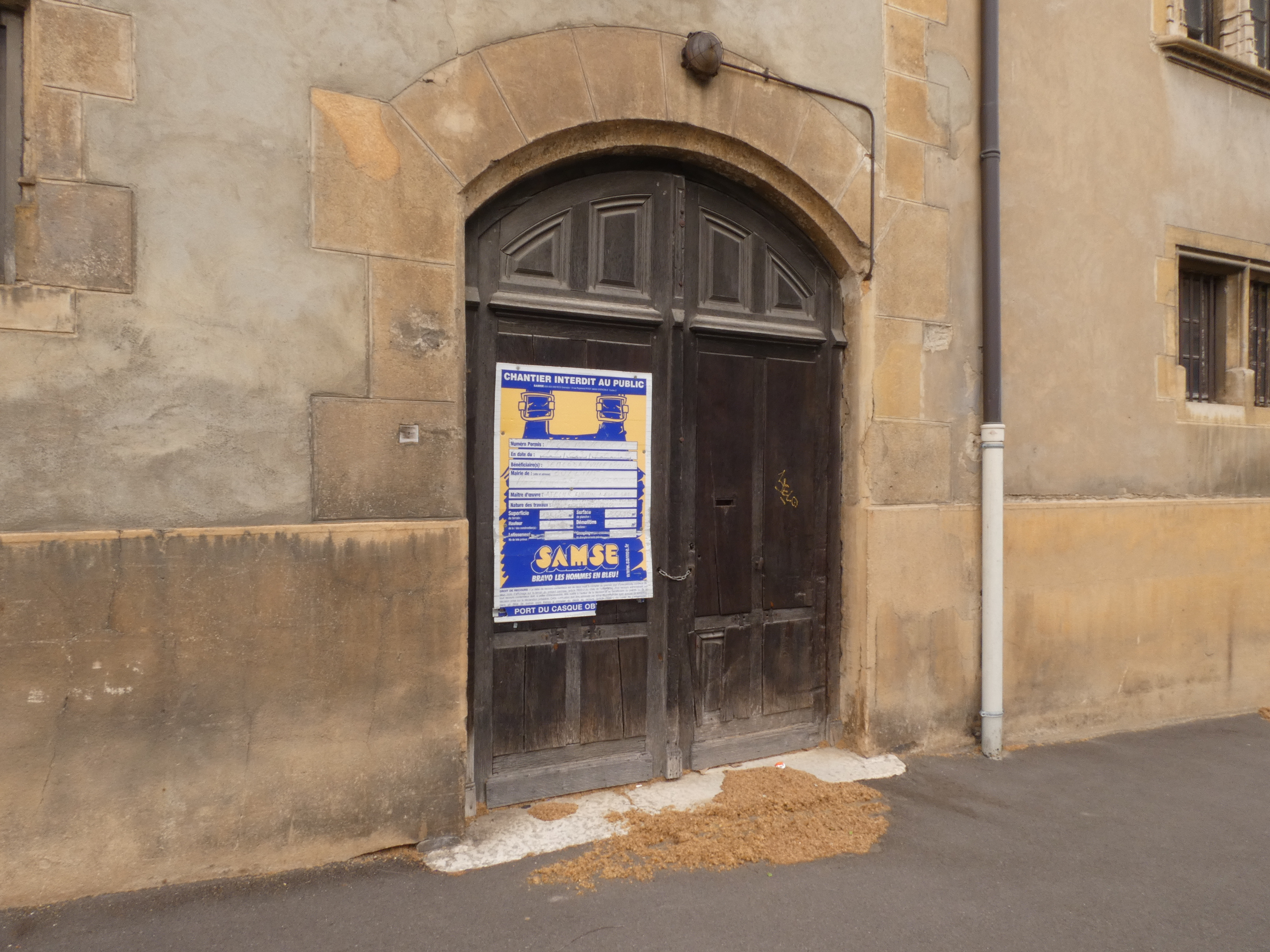
Permis de construire pour la réhabilitation et la transformation en logements sociaux, en 2021 (les travaux n'ont pas commencé).

En posant la première pierre le 14 septembre 2017, la ville d'Oullins s'est engagé avec la Société d'économie mixte de construction du département de l'Ain (SEMCODA) à réhabiliter ce bâtiment Renaissance, pour y créer une douzaine de logements dans les étages, et une salle municipale au rez-de-chaussée.
Il est aussi prévu d'aménager en jardin médiéval l'espace situé devant le château, en collaboration avec les architectes des Bâtiments de France.